# Осінній марафон (фільм)
«Осìнній марафон» (рос. «Осенний марафон») — російський радянський кольоровий художній фільм 1979 року режисера Георгія Данелія. Відзнятий на кіностудії «Мосфільм» за сценарієм Олександра Володіна, на основі його ж п'єси. Сумна філософська комедія про людину, яка намагається жити подвійним життям, через що заганяє себе в кут.
Прем'єра відбулася в січні 1980 року.
Дія розгортається у Ленінграді.

## Сюжет
Андрій Бузикін — чоловік у віці близько 40 років, досвідчений перекладач художньої літератури, викладач Ленінградського університету. В особистому житті він розривається між дружиною Ніною і коханкою Аллою. Алла любить його і хоче, щоб у неї з Андрієм була дитина. Дружина змучена побутом і сімейними проблемами. Однак Андрій не вважає за можливе змінити своє життя. Він і продовжує жити з дружиною, і зустрічається з коханкою, постійно обманюючи обох жінок і вигадуючи безглузді пояснення.
М'який характер Бузикіна і нездатність сказати «ні» виявляються у відносинах із навколишніми, наприклад, з його гостем, данським професором Хансеном. Разом із ним та під його впливом Бузикін робить щоденну вранішню пробіжку, хоча самому Андрію це вочевидь не подобається. Головного героя використовує й колега, нездарна Варвара, яка, окрім усього, ще й втручається в його особисте життя. Сусідові, слюсарю Харитонову, Бузикін, незважаючи на завантаженість роботою, не може відмовити, коли той змушує його і Хансена випити з ним, а потім йти в ліс по гриби. Андрій не встигає вчасно зробити переклад книжки, а тому втрачає позиції у видавництві.
Аллі набридає нерішучість Андрія і вона намагається припинити стосунки з ним.
Олена, дочка Бузикіна і Ніни, живе своєю родиною. Разом із чоловіком вона відлітає у відрядження на 2 роки на далекий острів Жохова, навіть не порадившись з батьками, що стає для Ніни потрясінням.
Після проводів дочки Бузикін каже Ніні, що його роман із коханкою закінчився, але в розмові випадково згадує, що був у витверезнику (хоча він просто забирав звідти Хансена, якого напоїв Харитонов). Замучена підозрами Ніна сприймає це як чергову безглузду брехню і свариться з ним, а потім йде з дому. Після цього Бузикін, якого недовіра Ніни і удар від відчаю ногою по коробці на вулиці, в якій виявилася цегла, допекли, намагається будувати відносини з навколишніми рішучіше і жорсткіше. Андрію додому телефонує Алла, яка не втратила надії бути з ним. Під час розмови повертається дружина і з надією питає Андрія, чи дійсно у нього «там все»? І той своїм звичним голосом знову говорить Аллі: «Записую, завтра о сьомій кафедра», — і обидві жінки одночасно і болісно усвідомлюють, що для кожної з них нічого не змінилося.
Останній кадр: на тлі вечірнього міста Бузикін у сорочці, краватці і штанях разом із правильним спортивним Хансеном біжить свій марафон…

## Акторський склад
| Актор                 | Персонаж                                                    |
| --------------------- | ----------------------------------------------------------- |
| Олег Басілашвілі      | Андрій Павлович Бузикін                                     |
| Наталія Гундарева     | Ніна Євлампієвна, дружина Бузикіна                          |
| Марина Нейолова       | Алла, коханка Бузикіна                                      |
| Євген Леонов          | Василь Гнатович Харитонов, сусід Бузикіна                   |
| Норберт Кухінке       | Біл Хансен, професор з Данії                                |
| Микола Крючков        | Дядько Микола, сусід Алли по комунальній квартирі           |
| Галина Волчек         | Варвара Микитівна, колега Бузикіна                          |
| Ольга Богданова       | Олена, дочка Бузикіних                                      |
| Дмитро Матвєєв        | Віктор, зять Бузикіних                                      |
| Володимир Грамматиков | Євген Пташук, друг Алли                                     |
| Володимир Медведєв    | Шершавников, колега Бузикіна                                |
| Микита Подгорний      | Георгій Миколайович Веригін, директор видавництва           |
| Володимир Пожидаєв    | Водій                                                       |
| Борислав Брондуков    | «Захисник» у сцені ДТП                                      |
| Володимир Фірсов      | Лифанов, недбалий студент                                   |
| Георгій Данелія       | Отто Скорцені, офіцер у телефільмі, який дивляться Бузикіни |
| Рене Хобуа            | Не брав участі у фільмі, але вказаний у титрах              |

## Знімальна група
- Режисер: Георгій Данелія
- Сценарист: Олександр Володін
- Оператори: Сергій Вронський; В. Кромас, Н. Яблоновський
- Комбіновані зйомки: оператор — А. Ренков, художник — З. Морякова
- Художники: Леван Шенгелія, Елеонора Немечек
- Художник по костюмах: С. Ольшевська
- Художник по гриму: М. Аляутдинов
- Композитор: Андрій Петров
- Диригент: Сергій Скрипка
- Другий режисер: Юрій Кушнерьов
- Звукооператор: Олександр Погосян
- Монтаж: Тетяна Єгоричева
- Музичний редактор: Раїса Лукіна
- Директор картини: Віталій Кривонощенко